# La Nuit fantastique
Pour plus de détails, voir Fiche technique et Distribution.
La Nuit fantastique est un film français réalisé par Marcel L'Herbier, sorti en 1942.

## Synopsis
Denis est étudiant en philosophie et travaille la nuit aux Halles à Paris, épuisé il s'endort fréquemment et aperçoit en songe toujours la même jeune femme vêtue de blanc qui s'échappe. Obsédé par cette image et gagné par la fatigue il délaisse de plus en plus sa compagne. Une nuit, lors d'un sommeil plus profond, il suit la femme en blanc qui l'entraîne dans un univers fantastique...

## Fiche technique
- Titre : La Nuit fantastique
- Titre de travail : Le Tombeau de Méliès
- Réalisation : Marcel L'Herbier, assisté de Jean Laviron et Robert-Paul Dagan
- Scénario : Louis Chavance
- Adaptation : Marcel L'Herbier, Louis Chavance et Maurice Henry
- Dialogues : Henri Jeanson
- Photographie : Pierre Montazel
- Opérateur : Henri Tiquet
- Montage : Suzanne Catelain et Émilienne Nelissen
- Musique : Maurice Thiriet
- Son : Maurice Carrouet
- Décors : René Moulaert, Marcel Magniez
- Effets spéciaux : Tournassou
- Directeur de production : Hubert Vincent-Bréchignac
- Société d'enregistrement : RAC
- Société de production : Union Technique Cinématographique
- Société de distribution : Héraut Films
- Pays d'origine :  France
- Tournage et développement dans les studios Pathé-Cinéma
- Format : Noir et blanc — 35 mm — 1,37:1 — Son : Mono
- Genre : Comédie, fantastique
- Durée : 103 minutes
- Dates de sortie : 
  - France : 10 juillet 1942

## Distribution
- Fernand Gravey : Denis, l'étudiant en philosophie
- Micheline Presle : Irène, la femme de ses rêves
- Saturnin Fabre : Le professeur Thalès
- Charles Granval : Adalbert, l'aveugle
- Bernard Blier : Lucien
- Marcel Lévesque : Le Tellier
- Christiane Nère : Nina
- Michel Vitold : Boris
- Roger Caccia : Le fou se prenant pour une pendule
- Paul Frankeur : Le patron du bistrot
- Marguerite Ducouret : La maraîchère
- André Nicolle : Le conservateur
- Zita Fiore : L'assistante
- Marguerite de Morlaye : Une invitée
- Jean Parédès : Cadet
- Maurice Marceau : Un fort des Halles
- Maurice Salabert : Un fort des Halles
- Roger Vincent : Un invité
- Maurice Schutz : Un vieillard
- Joe Davray : Le copain de Nina
- Géo Forster : Un dîneur
- Henry Gerrar
- Eugène Yvernes

## Récompenses et distinctions
- Grand Prix du film d'art
- Grand Prix de la critique cinématographique 1942.